# Climaciàcies
Les climaciàcies (Climaciaceae) és una família de molses que pertany a l'ordre Hypnales de la classe Bryopsida. En anglès reben el nom comú de "tree mosses" (molses arbre) pel seu creixement de tipus dendroide i la seva notable alçada respecte altres molses.
Habiten en llocs pantanosos creixent sobre sòls exposats o sobre l'humus. La seva distribució és pràcticament cosmopolita.

## Gèneres
Segons ITIS:
- Climacium
- Pleuroziopsis